# Denison Witmer

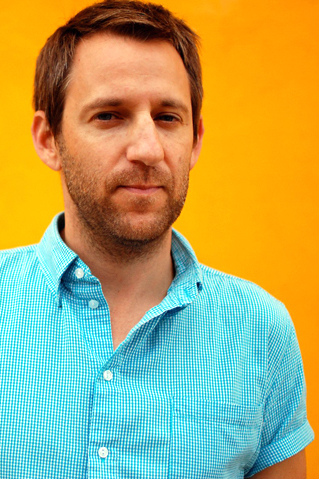
Denison Witmer

Denison Stuart Witmer är en amerikansk singer/songwriter. Bad Taste Records gav tidigare ut hans skivor i Sverige.

## Diskografi
- My Luck, My Love (1995)
- Safe Away (1998)
- River Bends EP (1999)
- The ‘80s EP (2001)
- Of Joy and Sorrow (2001)
- Philadelphia Songs (2002)
- Denison Witmer Live (2002)
- Recovered (2003)
- The River Bends & Flows Into the Sea (2005)
- Are You a Dreamer? (2005)
- Carry the Weight (2008)
- All the Way from Michigan Not Mars (2009) (splitalbum tillsammans med Rosie Thomas och Surfjan Stevens)
- The Ones Who Wait (2011)
- Live In Your Living Room Vol. 1  (2011)